# Estadi Municipal d'El Plantío
L'Estadi Municipal d'El Plantío és l'estadi de futbol on es disputen els partits del Burgos Club de Fútbol. Se situa a pocs metres del riu Arlanzón juntament amb altres instal·lacions esportives i amb la plaça de toros. Té una capacitat de 12.200 persones, un cop suprimides les localitats de peu. El terreny de joc té unes dimensions de 105 x 70, i les grades arriben a peu de camp.
Fou oficialment estrenat el 13 de setembre de 1964 en partit de lliga contra l'Indauchu, amb el resultat de 2-0 pels de Burgos. El 1977 s'hi varen afegir els fons nord i sud, i el 1987 es varen reformar els baixos i els vestidors.